# Rob Edwards
Rob Edwards, né le 25 décembre 1982 à Madeley (Angleterre), est un ancien footballeur international gallois qui évoluait au poste de défenseur avant de devenir entraîneur.

## Biographie
Le 21 février 2011, Edwards est prêté pour trois mois à Norwich City, avec une option de rappel au bout de 28 jours. Après avoir été laissé libre par Blackpool en fin de saison, il s'engage avec Barnsley le 1er juillet 2011 pour une durée de deux ans. Le 10 octobre 2012, il est prêté pour un mois à Fleetwood Town.
Le 11 octobre 2013, il annonce prendre sa retraite sportive à l'âge de 30 ans.
Edwards devient entraîneur des moins de 18 ans au Wolverhampton Wanderers. Sa première saison en charge (2014/2015) est considérée comme très réussie et lui vaut d'être promu pour aider l'entraîneur principal Kenny Jackett pendant les deux derniers mois de la saison. Edwards est ensuite promu au rôle d'entraîneur à plein temps de l'équipe première au cours de l'été 2015.
Le 25 octobre 2016, Edwards est nommé entraîneur principal par intérim des Wolverhampton Wanderers à la suite du licenciement de Walter Zenga. Il prend en charge deux matchs avant que Paul Lambert ne prenne les commandes. Edwards reste au club en tant qu'entraîneur de l'équipe première jusqu'à la fin de la saison, lorsqu'il quitte le club aux côtés de Lambert.
Le 28 juin 2017, Rob Edwards est nouveau manager permanent de l'AFC Telford United.
Il est nommé entraîneur principal des moins de 23 ans des Wolverhampton Wanderers le 20 juillet 2018. Lors de sa première saison à la tête de l'équipe, Edwards conduit les moins de 23 ans à la promotion en division 1 de la Premier League 2, le plus haut niveau du football de jeunes, pour la première fois dans l'histoire des Wolves.
En octobre 2019, Edwards quitte les Wolverhampton Wanderers pour occuper un poste au sein de la Fédération anglais de football en tant qu'entraîneur des moins de 20 ans anglais. Le 24 septembre 2020, Edwards est nommé entraîneur principal des moins de 16 ans anglais.
Le 27 mai 2021, il est nommé entraîneur de Forest Green Rovers.